# Michel Ordener
Michel Ordener (L'Hôpital, 2 settembre 1755 – Compiegne, 30 agosto 1811) è stato un generale francese.
Militare dall'età di 18 anni nella Legione del Principe di Condé, venne promosso ufficiale nel reggimento degli Chasseurs à Cheval e prese le parti dei rivoluzionari allo scoppio della Rivoluzione Francese nel 1789. Giunse al rango di generale durante le guerre rivoluzionarie francesi.
Nel 1804, Ordener organizzò e diresse del controverso rapimento del duca d'Enghien. Nel 1805, comandò un reggimento della cavalleria della guardia imperiale francese in diverse battaglie di peso, tra cui la battaglia di Austerlitz; notandolo "stanco sul campo", Bonaparte lo nominò scudiero personale dell'imperatrice Josephine, con l'incarico di supervisionare i cavalli della sua scuderia. Si trasferì quindi a Compiègne dove finirà i suoi giorni.

## Biografia

### I primi anni e la carriera militare
Poco si sa della giovinezza di Ordener se non il fatto che era figlio di un popolano e che entrò diciottenne nel 1776 come soldato semplice nella legione del Principe di Condé (cugino del re). Passò successivamente ai "Dragoni di Boufflers". Nel 1783, venne nominato quartiermastro e nel 1787 venne promosso ufficiale. Nei primi giorni della Rivoluzione Francese ne adottò i principi con zelo ed entusiasmo.
Successivamente, Ordener prese parte a tutte le guerre rivoluzionarie francesi. Nella prima coalizione, servì con distinzione nelle armate della Mosella, del Ren, del Danubio e nell'Italia settentrionale. Promosso tenente del 10º reggimento dei cacciatori a cavallo il 25 gennaio 1792, divenne capitano l'anno successivo. Nel 1796 venne promosso chef de brigade del 10º reggimento. Nella Battaglia di Lodi, malgrado i cannoneggiamenti degli austriaci, Ordener seppe mantenere il famoso ponte locale sino all'arrivo di Napoleone col resto dell'armata. Ordener attraversò quindi il fiume Adda con una brigata per accerchiare gli austriaci nella battaglia di Pavia. Successivamente, si impegnò nella conquista di Milano.
All'alba della guerra della seconda coalizione antifrancese nel 1799, quando le armate del Danubio e dell'Elvezia vennero costituite, venne assegnato all'armata del Danubio sotto il comando di Jean Baptiste Jourdan. Il suo reggimento era parte della III divisione del generale Laurent de Gouvion Saint-Cyr. Prese parte alla battaglia di Ostrach del 21 marzo 1799, nella Germania sudoccidentale. Pur ferito in Svizzera il 14 agosto 1799, prese parte alla seconda battaglia di Zurigo nella quale il 10° Chasseurs à Cheval riuscì ad accerchiare una divisione di soldati russi, totalizzando una vittoria decisiva per i francesi. Ordener venne promosso colonnello del suo reggimento nel 1801 ed il 29 agosto 1803 raggiunse il grado di generale di brigata.

### L'affare del duca d'Enghien
Per ordine di Napoleone, Ordener intraprese l'azione più controversa della sua carriera: compiere un raid nel Granducato di Baden per arrestare Luigi Antonio di Borbone-Condé, duca d'Enghien, nel 1804. Gli ordini di Napoleone erano stati dettagliati sull'operazione: Ordener ed Armand Augustin Caulaincourt avrebbero dovuto portare con loro 300 dragoni, circondare il villaggio di Ettenheim dove il duca viveva, arrestarlo assieme a Charles François Dumouriez, che Napoleone riteneva dovesse essere presente al suo fianco, e portare entrambi in Francia. Ordener e Caulaincourt vennero istruiti chiaramente a non fare del male ad alcuna persona né a danneggiare alcuna proprietà. Nella notte tra il 14 ed il 15 marzo, i dragoni attraversarono il Reno e circondarono la residenza del duca. Dumouriez non si trovava sul posto e non vi era mai stato, ma venne invece trovato e rapito il duca che venne riportato in Francia come previsto. Alcuni giorni dopo, il duca giunse al castello di Vincennes, appena fuori Parigi, dove venne processato, condannato e fucilato immediatamente dopo il verdetto. Quest'azione, che aveva compreso l'invasione militare di uno stato sovrano indipendente dalla Francia, il rapimento di un duca, il suo processo e la sua immediata esecuzione, ebbero enormi ripercussioni politiche e diplomatiche in tutta Europa.

### Le campagne militari in Austria ed in Prussia
Nel 1805, Ordener prese parte alla campagna militare contro l'Austria come comandante di un reggimento di granatieri a cavallo della Guardia Imperiale. Nella Battaglia di Austerlitz, condusse una carica energica e decisiva coi suoi uomini. Quest'azione riuscì a spingere i russi su un fiume ghiacciato, facendo affogare 40.000 nemici e consentendo di trarre in arresto altri 30.000 soldati. Per quanto l'azione di Ordener gli avesse valso la promozione a generale di divisione, Napoleone iniziò a notare una certa stanchezza nell'operato del suo generale. Il Bonaparte predisse vaticinando: "Penso che non gli siano rimasti più di cinque o sei anni."
Nella campagna militare del 1806 contro la Prussia, Ordener comandò una divisione della cavalleria d'élite della Guardia Imperiale. Dopo questa campagna, divenne senatore e venne nominato primo scudiero dell'imperatrice Josephine. Con questo nuovo incarico, pur non ritirandosi completamente dall'esercito, venne de facto messo a riposo e dovette occuparsi della supervisione dei cavalli dell'imperatrice. La figlia di Michel Ordener, Josephine-Eugenie Ordener, fu una delle dame di compagnia dell'imperatrice. Ricevette nel contempo le insegne dell'Ordine della Corona Ferrea.
Nel dicembre del 1808, Ordener venne elevato al rango di conte dell'Impero da Napoleone. L'anno successivo, Napoleone lo nominò governatore del Castello di Compiègne, dove morì nel 1811 per un attacco apoplettico. Venne sepolto al Panthéon. François Joseph Lefebvre, duca di Danzica, suo compagno d'arme e grande amico del defunto generale, ne tenne l'elogio funebre:
"Non è solo per il dispiacere e di fronte ad una sepoltura onorevole che dobbiamo riconoscere i servigi di un guerriero che ha dedicato la sua vita intera alla patria ed al suo principe. Diamo pubblica testimonianza delle sue virtù, al suo merito, a tutte quelle qualità che lo hanno reso stimato dall'imperatore e che lo hanno reso caro ai suoi amici ed alla sua famiglia. Lo preghiamo oggi, perché la sua modestia non può impedircelo, e non abbiamo timore di offendere una virtù che tanto ha amato in vita."

## Matrimonio e figli
Michel Ordener sposò Madeleine-Françoise Walter. La coppia ebbe insieme due figli, una femmina e un maschio:
- Michel (n. 2 aprile 1787[13]), colonnello d'esercito e combattente nella battaglia di Waterloo.[3][5][14], sposò Marie-Françoise-Pauline Legouis[15] and died in 1875.[14]
- Una figlia

## Araldica
| Stemma | Descrizione                                           | Blasonatura |
| \| \|  | Michel Ordener Conte dell'Impero francese (1808-1811) | ...         |
|        |                                                       |             |